# JCB (платёжная система)
JCB — крупнейшая платёжная система Японии и одна из семи ведущих платёжных систем мира. Международное название компании на английском языке — JCB Co., Ltd. (яп. 株式会社ジェーシービー кабусики-гайся дзэ: си: би:). Штаб-квартира находится в японской столице Токио. Занимает третье место в мире среди платёжных систем по количеству точек приёма карт.

## История
Компания была основана в 1961 году. Уже к 1968 году, благодаря приобретению Osaka Credit Bureau, JCB стало лидером рынка кредитных карт, которые сейчас выпускаются в 24 странах мира, а в 1972 году число эмитированных карт превысило 1 млн.
С 1981 года JCB агрессивно расширяет свою сферу деятельности, выходя на рынки других стран. По состоянию на 2024-2025 годы карты JCB выпускаются более чем в 24 странах и территориях, где, как правило, компания аффилирована с финансовыми институтами, имеющими лицензию на выпуск таких карт. Все международные операции проходят через дочернюю структуру, JCB International Co., Ltd., где материнская компания JCB Co., Ltd. является головной организацией.
Компания предоставляет платёжные системы международного бренда финансовым учреждениям как в Японии, так и за рубежом, а также выпускает собственные карты JCB Original Series (OS), кобрендинговые карты и управляет торговыми точками. Как и American Express (Amex) и Diners Club, она занимается как операциями международного бренда, так и выпуском карт под собственным брендом (эмитент). Однако по сравнению с Visa и Mastercard её доля на рынке международных брендов ниже, и за пределами Японии её карты могут быть не приняты, за некоторыми исключениями. В настоящее время JCB активно развивает зарубежную экспансию, в основном на азиатских рынках, и число держателей карт и торговых точек за рубежом растёт [9]. Поскольку компания сотрудничает с Amex, карты JCB также можно использовать в торговых точках Amex за границей [10].
В 1989 году начали выпускаться карты в США.
В июне 1990 года была выпущена первая карта JCB в Европе.
В США карты JCB используются также как и карты платёжных систем Visa, MasterCard, Discover или American Express. Они принимаются в различных отелях, авиакомпаниях, магазинах Apple, а также компаниями, предоставляющими в аренду автомобили. С помощью JCB можно расплатиться в американских супермаркетах, автозаправках, сетях японских ретейлеров.
Для увеличения точек приёма карт в 2000 году JCB заключила партнёрское соглашение с American Express, благодаря данному альянсу оба бренда расширили точки приёма для держателей карт в популярных туристических направлений при одновременном снижении эксплуатационных и накладных расходов. В 2003 году JCB и China UnionPay Co., Ltd. подписали соглашение о сотрудничестве, которое позволило картам JCB приниматься во всей сети China UnionPay в Китае. В 2005 году JCB также заключила соглашение об обслуживании сети банкоматов по картам China UnionPay на территории Японии. 23 августа 2006 года компания вступила в альянс с Discover Network: подписан долгосрочный контракт, по которому карты JCB принимаются везде, где принимаются Discover Network, и наоборот. На сегодняшний день[когда?] альянс продолжает свою работу. На данный момент[когда?] число американских торговых точек, принимающих карты JCB, превосходит 7,3 млн.
По данным на март 2017, в мире насчитывалось 106 млн держателей карт JCB, приобретающих ежегодно товары и услуги на сумму более 200 млрд долларов. Карты принимаются к оплате в 33 млн точек в 190 странах мира, в том числе в России — около 300 тыс. точек приёма карт.
Карта JCB принимается везде (ТСП, банкоматы, пункты выдачи наличных), где указан логотип платёжной системы JCB. Снятие наличных с использованием карт JCB возможно в банкоматах и ПВН, на которых любой из двух логотипов: JCB или Cirrus. Кроме того, они позволяют путешественникам из Японии, Китая, Кореи в странах Европы, Азии и северной Америки пользоваться бесплатным интернетом в аэропортах.
Система JCB предоставляет клиентам широкий спектр услуг, аналогичный остальным платёжным системам. Это операции с банковским счётом при помощи карты; бронирование отелей, гостиниц, билетов; оплата услуг в различных точках мира; оплата покупок через интернет и т. д. По статистике, среднее списание средств с карты JCB в США составляет $250, American Express — $125, у «Visa» — только $50. Клиенты, использующие эту систему, тратят в среднем больше тех клиентов, которые пользуются услугами других компаний. Объясняется это в первую очередь тем, что большая часть держателей JCB — японцы, имеющие достаточно высокий уровень жизни.
Кроме Японии, эти карты используются в Гонконге, США, Корее, Таиланде, Великобритании, Германии, Сингапуре, Австралии, Индонезии, Филиппинах, Нидерландах, Китае, Швейцарии, Италии, Испании, Малайзии и Новой Зеландии.
В Белоруссии эквайринг карточек платёжной системы JCB должен был начаться со второй половины 2017 года ОАО «Белинвестбанк».
В июле 2018 года ACBA-Credit Agricole Bank, являющийся одним из крупнейших и стабильных банков Армении, приступил к обслуживанию карт JCB.
В ноябре 2018 года Bank of Georgia начал приём карт JCB в своей эквайринговой сети в Грузии.
31 октября 2019 года стало известно, что Приватбанк, крупнейший украинский банк, в скором времени запустит сеть эквайринга японских платёжных карт JCB на Украине.
В марте 2020 года «Кыргызкоммерцбанк» подписал лицензионное соглашение об осуществлении эквайринга карт платёжной системы JCB в Кыргызской Республике, став первым банком в регионе, приступившим к обслуживанию карт JCB.
12 августа 2020 года ЧАКБ «Ориент Финанс» первым в стране запустил приём карт JCB в Республике Узбекистан. 12 января 2021 года приём был запущен АКБ «Узпромстройбанком».

### В России
В России до 2015 года карты JCB не выпускались, так как ни у одного банка не было лицензии на их выпуск. В начале 2014 года Альфа-Банк стал членом JCB и ожидалось, что он станет первым российским банком, который начнёт массовый выпуск карт JCB: 16 октября 2014 года Центральный Банк РФ зарегистрировал в стране платёжную систему JCB, а её расчётным центром выступил Альфа-Банк.
Но первым банком, приступившим к эмиссии карт JCB, стал Газпромбанк. Следом за ним, 27 марта 2015 года, Связь-Банк (группа Внешэкономбанка) также начал эмиссию карт JCB. В 2017 году к выпуску карт JCB приступил банк Алмазэргиэнбанк в Якутии. В июле 2018 года — Россельхозбанк. В 2020 году — Дальневосточный банк.
В настоящее время эквайринг карт JCB осуществляют Сбербанк, Банк Русский Стандарт, UCS, Газпромбанк, МКБ, Альфа-Банк, Связь-Банк, Банк Санкт-Петербург, АКБ «Алмазэргиэнбанк» АО, а также некоторые банки — участники системы ОРС.
Национальная система платёжных карт (НСПК) подписала[когда?] соглашение о выпуске кобейджинговых карт с японской платёжной системой JCB. Владельцам кобейджинговых карт «Мир-JCB» будет доступна вся инфраструктура международной платёжной системы JCB, JCB в свою очередь обеспечит обслуживание отечественных карт за рубежом. Кобейджинговые карты Мир-JCB выпускаются Газпромбанком, Россельхозбанком, Алмазэргиэнбанком и Дальневосточным банком.
В июле 2018 года к выпуску карт JCB приступил АО Россельхозбанк: совместно с компанией Panasonic была выпущена первая в России кобрендовая банковская карта на базе международной платёжной системы JCB. В сентябре 2018 года карты JCB начали обслуживаться Сбербанком.
Позже приём карт JCB запустил Почта-Банк.
Осенью 2020 года Газпромбанк выпустил новый продукт — «Умная карта» JCB GOLD.
После вторжения России на Украину платёжная система ЈСВ решила приостановить работу в стране с 14 марта 2022 года.

## Типы карт
- JCB — обычная карта для большинства клиентов.
- JCB J-1 — карта, предназначенная для студентов и учащихся в возрасте от 18 до 25 лет.
- JCB Grande — держатели этой карты получают право на бесплатное медицинское обслуживание, где принимаются данные карты, им предоставляется страхование путешествий, а также страхование багажа.
- JCB Ladies Card — это женская карта, предоставляющая пакет специальных услуг для женщин.
- JCB Gold — обеспечивает гораздо более широкий пакет страхования, включая страхование от несчастных случаев. Кроме того, включает в себя страхование багажа, перевозимого самолётами или внутри гостиницы (при условии оплаты за билет, или услуги кредитной картой JCB). Gold Card даёт 0,5 % скидки, на сумму, списываемую с карты при проведении различных операций.
- JCB Class — золотые карты, предназначенные для избранных клиентов.
- JCB Nexus — золотая карта для тех людей, которым более 20 лет.

## Вид карты
На лицевой стороне карты присутствует:
- Справа — эмблема и голограммы, состоящие из белых букв JCB, на фоне трёх полос — синей, красной и зелёной
- Шестнадцатизначное число, являющееся номером карты и выглядящее так — 35xx xxxx xxxx xxxx
- Срок действия карты
- Название JCB
- Если карта золотая, то на лицевой стороне присутствует буква G

На обратной стороне карты можно увидеть:
- Чёрную магнитную полосу с закодированной информацией
- Белую полосу, для подписи держателя карты
- Дополнительную информацию